# Yūto Iwasaki
Yūto Iwasaki (悠人 岩崎?, Iwasaki Yūto; Hikone, 11 giugno 1998) è un calciatore giapponese, attaccante dell'Avispa Fukuoka.

## Caratteristiche tecniche
È un'ala sinistra.

## Carriera

### Club

#### Kyoto Sanga e Consadole Sapporo
Cresciuto nel settore giovanile del Kyoto Sanga, ha esordito in prima squadra il 26 febbraio 2017 in occasione del match di J2 League vinto 2-1 contro il Montedio Yamagata. Segnerà la sua prima rete battendo per 3-1 l'Oita Trinita, segnerà un'altra rete vincendo per 2-1 ai danni del Ehime FC. Nel 2019 giocherà per il Consadole Sapporo, la squadra arriverà alla finale della Coppa J. League, nella partita contro lo Shonan Bellmare fornirà al suo compagno Musashi Suzuki l'assist vincente con cui quest'ultimo segnerà il gol del 4-1, ma non prenderà parte alla finale contro il Kawasaki Frontale persa ai rigori.

#### Shonan Bellmare e JEF United Chiba
Nel 2020 miiterà nello Shonan Bellmare giocando in tutto diciannove partite senza mai segnare una rete, tornerà poi a giocare nella seconda divisione nel 2021 con la maglia del JEF United Chiba.

### Nazionale
Con la nazionale Under-19 vincerà la Coppa d'Asia di categoria segnando ben tre reti nel torneo, contro lo Yemen e il Qatar entrambe le partite vinte per 3-0, e contro il Tagikistan nella partita vinta per 4-0. In seguito con la nazionale Under-20 giapponese ha preso parte al Mondiale di categoria del 2017, con un suo assist vincente Koki Ogawa segnerà la rete del temporaneo pareggio nella vittoria per 2-1 contro il Sudafrica.
Nel 2018 ha preso parte ai Giochi Asiatici vincendo l'argento, segnando una doppietta prima battendo per 4-0 il Pakistan e poi vincendo per 2-1 contro l'Arabia Saudita.

## Statistiche

### Cronologia presenze e reti in nazionale
| Cronologia completa delle presenze e delle reti in nazionale ― Giappone | Cronologia completa delle presenze e delle reti in nazionale ― Giappone | Cronologia completa delle presenze e delle reti in nazionale ― Giappone | Cronologia completa delle presenze e delle reti in nazionale ― Giappone | Cronologia completa delle presenze e delle reti in nazionale ― Giappone | Cronologia completa delle presenze e delle reti in nazionale ― Giappone | Cronologia completa delle presenze e delle reti in nazionale ― Giappone | Cronologia completa delle presenze e delle reti in nazionale ― Giappone |
| Data                                                                    | Città                                                                   | In casa                                                                 | Risultato                                                               | Ospiti                                                                  | Competizione                                                            | Reti                                                                    | Note                                                                    |
| ----------------------------------------------------------------------- | ----------------------------------------------------------------------- | ----------------------------------------------------------------------- | ----------------------------------------------------------------------- | ----------------------------------------------------------------------- | ----------------------------------------------------------------------- | ----------------------------------------------------------------------- | ----------------------------------------------------------------------- |
| 19-7-2022                                                               | Kashima                                                                 | Giappone                                                                | 6 – 0                                                                   | Hong Kong                                                               | Coppa dell'Asia orientale 2022                                          | -                                                                       | 65’                                                                     |
| Totale                                                                  |                                                                         | Presenze                                                                | 1                                                                       |                                                                         | Reti                                                                    | 0                                                                       |                                                                         |

| Cronologia completa delle presenze e delle reti in nazionale ― Giappone under 23 | Cronologia completa delle presenze e delle reti in nazionale ― Giappone under 23 | Cronologia completa delle presenze e delle reti in nazionale ― Giappone under 23 | Cronologia completa delle presenze e delle reti in nazionale ― Giappone under 23 | Cronologia completa delle presenze e delle reti in nazionale ― Giappone under 23 | Cronologia completa delle presenze e delle reti in nazionale ― Giappone under 23 | Cronologia completa delle presenze e delle reti in nazionale ― Giappone under 23 | Cronologia completa delle presenze e delle reti in nazionale ― Giappone under 23 |
| Data                                                                             | Città                                                                            | In casa                                                                          | Risultato                                                                        | Ospiti                                                                           | Competizione                                                                     | Reti                                                                             | Note                                                                             |
| -------------------------------------------------------------------------------- | -------------------------------------------------------------------------------- | -------------------------------------------------------------------------------- | -------------------------------------------------------------------------------- | -------------------------------------------------------------------------------- | -------------------------------------------------------------------------------- | -------------------------------------------------------------------------------- | -------------------------------------------------------------------------------- |
| 10-1-2018                                                                        | Jiangyin                                                                         | Giappone under 23                                                                | 1 – 0                                                                            | Palestina under 23                                                               | Coppa d'Asia AFC Under-23 2018                                                   | -                                                                                | 90+2’                                                                            |
| 13-1-2018                                                                        | Jiangyin                                                                         | Thailandia under 23                                                              | 0 – 1                                                                            | Giappone under 23                                                                | Coppa d'Asia AFC Under-23 2018                                                   | -                                                                                | 63’                                                                              |
| 19-1-2018                                                                        | Jiangyin                                                                         | Giappone under 23                                                                | 0 – 4                                                                            | Uzbekistan under 23                                                              | Coppa d'Asia AFC Under-23 2018                                                   | -                                                                                | 46’                                                                              |
| 14-8-2018                                                                        | Cikarang                                                                         | Giappone under 23                                                                | 1 – 0                                                                            | Nepal under 23                                                                   | XVIII Giochi asiatici                                                            | -                                                                                | 90+4’                                                                            |
| 16-8-2018                                                                        | Cikarang                                                                         | Pakistan under 23                                                                | 0 – 4                                                                            | Giappone under 23                                                                | XVIII Giochi asiatici                                                            | 2                                                                                |                                                                                  |
| 14-8-2018                                                                        | Cikarang                                                                         | Giappone under 23                                                                | 0 – 1                                                                            | Vietnam under 23                                                                 | XVIII Giochi asiatici                                                            | -                                                                                | 46’                                                                              |
| 24-8-2018                                                                        | Bekasi                                                                           | Malaysia under 23                                                                | 0 – 1                                                                            | Giappone under 23                                                                | XVIII Giochi asiatici                                                            | -                                                                                |                                                                                  |
| 27-8-2018                                                                        | Palembang                                                                        | Arabia Saudita under 23                                                          | 1 – 2                                                                            | Giappone under 23                                                                | XVIII Giochi asiatici                                                            | 2                                                                                |                                                                                  |
| 29-8-2018                                                                        | Cibinong                                                                         | Giappone under 23                                                                | 1 – 0                                                                            | Emirati Arabi Uniti under 23                                                     | XVIII Giochi asiatici                                                            | -                                                                                |                                                                                  |
| 1-9-2018                                                                         | Cibinong                                                                         | Corea del Sud under 23                                                           | 2 – 1 dts                                                                        | Giappone under 23                                                                | XVIII Giochi asiatici                                                            | -                                                                                | 106’                                                                             |
| 14-11-2018                                                                       | Dubai                                                                            | Uzbekistan under 23                                                              | 2 – 2                                                                            | Giappone under 23                                                                | Amichevole                                                                       | -                                                                                | 61’                                                                              |
| 17-11-2018                                                                       | Dubai                                                                            | Giappone under 23                                                                | 5 – 0                                                                            | Kuwait under 23                                                                  | Amichevole                                                                       | -                                                                                | 70’                                                                              |
| 20-11-2018                                                                       | Dubai                                                                            | Emirati Arabi Uniti under 23                                                     | 1 – 1                                                                            | Giappone under 23                                                                | Amichevole                                                                       | -                                                                                | 46’                                                                              |
| 22-3-2019                                                                        | Yangon                                                                           | Giappone under 23                                                                | 8 – 0                                                                            | Macao under 23                                                                   | Qualificazioni Coppa d'Asia AFC Under-23 2020                                    | -                                                                                |                                                                                  |
| 24-3-2019                                                                        | Yangon                                                                           | Timor Est under 23                                                               | 0 – 6                                                                            | Giappone under 23                                                                | Qualificazioni Coppa d'Asia AFC Under-23 2020                                    | -                                                                                | 85’                                                                              |
| 26-3-2019                                                                        | Yangon                                                                           | Giappone under 23                                                                | 7 – 0                                                                            | Birmania under 23                                                                | Qualificazioni Coppa d'Asia AFC Under-23 2020                                    | 2                                                                                |                                                                                  |
| 1-6-2019                                                                         | Aubagne                                                                          | Inghilterra under 23                                                             | 1 – 2                                                                            | Giappone under 23                                                                | Torneo di Tolone 2019 - 1º turno                                                 | -                                                                                | 89’                                                                              |
| 4-6-2019                                                                         | Salon-de-Provence                                                                | Giappone under 23                                                                | 6 – 1                                                                            | Cile under 23                                                                    | Torneo di Tolone 2019 - 1º turno                                                 | 2                                                                                |                                                                                  |
| 7-6-2019                                                                         | Fos-sur-Mer                                                                      | Portogallo under 23                                                              | 1 – 0                                                                            | Giappone under 23                                                                | Torneo di Tolone 2019 - 1º turno                                                 | -                                                                                | 86’                                                                              |
| 12-6-2019                                                                        | Aubagne                                                                          | Giappone under 23                                                                | 2 – 2 dts (5 – 4 dtr)                                                            | Messico under 23                                                                 | Torneo di Tolone 2019 - Semifinale                                               | -                                                                                | 33’                                                                              |
| 15-6-2019                                                                        | Salon-de-Provence                                                                | Brasile under 23                                                                 | 1 – 1 dts (5 – 4 dtr)                                                            | Giappone under 23                                                                | Torneo di Tolone 2019 - Finale                                                   | -                                                                                | 66’                                                                              |
| 28-12-2019                                                                       | Nagasaki                                                                         | Giappone under 23                                                                | 9 – 0                                                                            | Giamaica under 23                                                                | Amichevole                                                                       | 1                                                                                | 58’                                                                              |
| Totale                                                                           |                                                                                  | Presenze                                                                         | 22                                                                               |                                                                                  | Reti                                                                             | 9                                                                                |                                                                                  |

## Palmarès

### Nazionale
- Coppa d'Asia Under-19: 1

2016
- Giochi asiatici: 1

2018
- Coppa dell'Asia orientale: 1

2022